# 't Oude Bosch

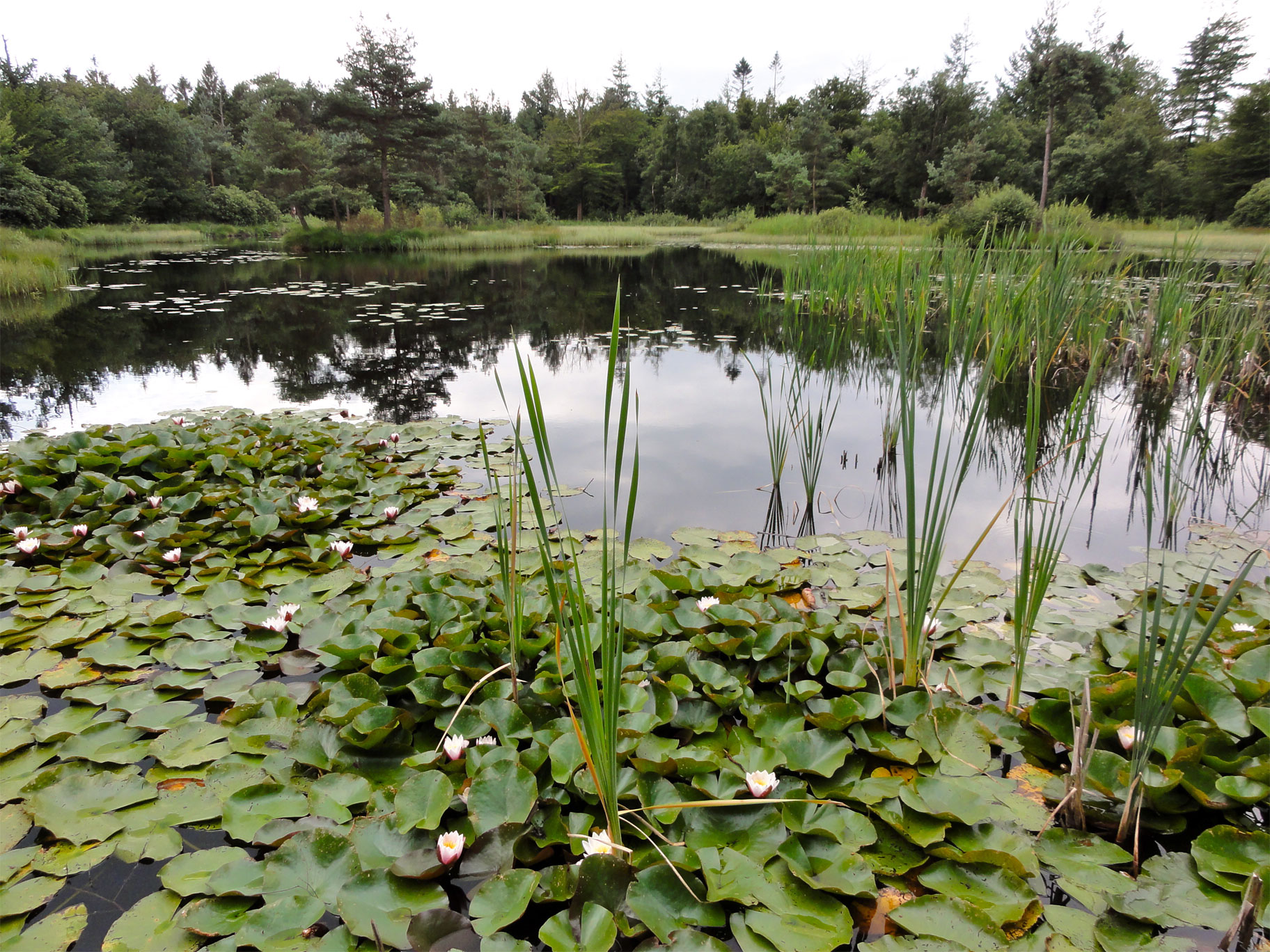
De Freulevijver in 't Oude Bosch

 't Oude Bosch is een natuurgebied ten noorden van Wijnjewoude in het oosten van de Nederlandse provincie Friesland.
't Oude Bosch werd rond 1880 door de familie Lycklama à Nijeholt aangelegd als productiebos. Deze familie bezat onder meer grote complexen heide en bossen rond Duurswoude. Het gebied maakt inmiddels deel uit van het door Staatsbosbeheer beheerd natuurgebied Koningsdiep. Een gebied, dat gelegen is in de buurt van het riviertje Boorne, dat ook Ouddiep of Koningsdiep wordt genoemd. In het noorden van 't Oude Bosch ligt de Freulevijver. Het bestaande meertje werd rond 1900 in opdracht van freule Eritia Ena Romelia Lycklama à Nijeholt (1845-1902) vergroot en verfraaid tot een vijver. Bij de vijver liet zij een theekoepel en een botenhuis aanleggen, zodat haar gasten zich konden verpozen. De theekoepel brandde later af en werd vervangen door een prieel.